# Portrait George and Mike Kuchar
Portrait George and Mike Kuchar ist ein dokumentarisches Kurzfilm-Porträt aus dem Jahr 1977 von Rosa von Praunheim.

## Handlung
Porträt über die Geschwister George und Mike Kuchar, die sich mit Low-Budget-Filmen in der US-amerikanischen Underground-Szene einen großen Namen gemacht haben. Ihre Filme wurden von Filmkennern, Kritikern und Kollegen wie John Waters mit denen von Andy Warhol, Kenneth Anger, Stan Brakhage und Ken Jacobs verglichen und in der Filmkunst-Szene an hochkarätigen Orten gezeigt, wie zum Beispiel dem Whitney Museum of American Art in New York City, aber der kommerzielle Durchbruch blieb aus.

## Notizen
Der unabhängig produzierte Film wurde vom HR gekauft und ausgestrahlt.
Der Film wurde auf verschiedenen Festivals gespielt und auch noch lange nach seiner Uraufführung immer wieder gezeigt, zum Beispiel 2013 in der Tate Gallery of Modern Art in London und 2014 im Rahmen einer Kuchar-Retrospektive im Kino Babylon in Berlin.
Mike Kuchar arbeitete mehrmals als Kameramann für Rosa von Praunheim in den USA.

## Rezeption
Die Filmzentrale schrieb 1977, dass das Porträt als eine Liebeserklärung an den Underground zu verstehen sei, aber gleichzeitig zu spüren wäre, wie sehr von Praunheim den Geschwistern Kuchar einen kommerziellen Durchbruch wünschen würde, und trifft damit einen Punkt, den der Regisseur gar nicht leugnet: „Mit der Kurzfilmdokumentation Portrait George and Mike Kuchar drückt von Praunheim seine Bewunderung für ihre unabhängige Low-Budget-Produktionsweise aus.“ (Julius Pöhnert, Filmkritiker) Gerade das macht den Film so sympathisch, und von Praunheim war oft bemüht, die Kuchars zu unterstützen. Zum Beispiel bezog er Mike als Kameramann in seine Arbeit ein: „Weithin als Mitbegründer der schwulen Befreiungsbewegung in Deutschland angesehen, fertigte Rosa von Praunheim dieses Porträt von George und Mike Kuchar Ende der 1970er Jahre am Beginn seiner einflussreichen Karriere an. Mike Kuchar arbeitete 1990 eng mit Rosa von Praunheim als Kameramann an Filmen zusammen, darunter die bahnbrechende Dokumentarserie über die Aids-Krise Positiv  1990 und  Schweigen = Tod  1990.“ (Tate Gallery of Modern Art)